# Miloš Rus
Miloš Rus (Logatec, 4 april 1962) is een Sloveens voormalig voetballer die als doelverdediger speelde.

## Carrière
Rus begon zijn carrière in 1980 bij Olimpija Ljubljana en speelde tussen 1984 en 1990 voor ND Slovan, NK Krka en FC Eisenkappel.